# Riksmål
Riksmål – jedna z odmian norweskiego języka literackiego. Został opracowany przez językoznawcę Knuda Knudsena, który w połowie XIX wieku zajął się „norwegizacją” wspólnego języka duńsko-norweskiego (który de facto był językiem duńskim – Norwegia od 1397 do 1814 była w unii z Danią). Knudsen wprowadzał stopniowo do języka coraz więcej prowincjonalizmów, a także „norwegizował” wymowę i pisownię duńskich słów.
Na podstawie Zarządzenia o równouprawnieniu riksmål został w roku 1885 uznany wraz z landsmålem za język urzędowy Norwegii. Od 1892 r. władze lokalne miały możliwość same wybierać główny język urzędowy na swoim terenie i decydowały o podstawowym języku nauczania. W 1929 roku zmieniono jego nazwę na bokmål i dopuszczono możliwości zmian. Funkcjonowanie dwóch odrębnych języków stawało się coraz większym problemem dla państwa i społeczeństwa, w związku z czym podejmowano liczne ich reformy (1862, 1877, 1885, 1893, 1901, 1907, 1910, 1917, 1938, 1942, 1958, 1972/73, 1981, 2002, 2005, 2012), które miały na celu zbliżyć je do siebie (samnorsk), ale były z oporem przyjmowane przez różne grupy. Konflikt pomiędzy zwolennikami obu wariantów był ostry do II wojny światowej. Do końca wojny rosło znaczenie nynorsk, jednak po niej nastąpiło odwrócenie tego trendu. Niewielkie reformy wprowadzane po II wojnie światowej skupiły się głównie na dopasowaniu reguł do języka powszechnie mówionego, który za sprawą mediów, klasy średniej i mieszkańców dużych miast najbardziej przypomina bokmål.
Konserwatywna odmiana riksmål (odporna na zmiany językowe) jest w użyciu do dziś. Łącznie bokmålu jako formy pisanej używa obecnie 85–90% Norwegów. Użytkownicy riksmålu są niewielką i bardzo konserwatywną grupą.